# 梅津志悠
梅津 志悠（うめづ しゆう、1997年4月24日 - ）は、大分県出身の、日本人の女子柔道選手。階級は78kg級。身長170cm。血液型はA型。得意技は大外刈。現在はJR九州に所属。

## 経歴
柔道は5歳の時に中津少年柔道クラブで始めた。吉冨中学3年の時に全国中学校柔道大会の70kg級に出場すると、準決勝で大成中学3年の中江美裕に横四方固で敗れて3位だった。
敬愛高校に進むと、1年の時には金鷲旗の決勝で東大阪大敬愛高校と対戦すると、3人抜きの大活躍でチームの優勝に大いに貢献した。2年の時には金鷲旗の決勝で埼玉栄高校と対戦すると、2人抜きするもチームは敗れて2位にとどまった。インターハイ団体戦では準決勝で東大阪大敬愛高校と対戦すると、米澤夏帆に有効で敗れるなどして3位だった。個人戦では初戦で國學院大學栃木高校2年の山内真子に上四方固で敗れた。3年の時には金鷲旗の決勝で大成高校と対戦して粂田晴乃に敗れるもチームは優勝を飾った。インターハイ団体戦では決勝で大成高校と対戦すると、鍋倉那美に技ありで敗れてチームも2位に終わった。個人戦では初戦で大成高校3年の鈴木伊織に指導3で敗れた。
2016年には三井住友海上に入社すると、全日本女子選手権では準々決勝で元世界2位である了徳寺学園職員の緒方亜香里を崩袈裟固で破るなどして準決勝まで進むも、ミキハウスの山部佳苗に払腰で敗れるが初出場で3位入賞を果たした。この際に、「ここまでやれるとは思ってなかった。力を出し切れた」「東京五輪での金メダルを目指して、頑張っていく」と語った。全日本ジュニアでは決勝で東京学芸大学1年の山内真子を膝車で破って優勝を飾った。2017年の全日本ジュニアでは決勝で大成高校3年の和田梨乃子を内股すかしで破って2連覇を達成した。世界ジュニアでは決勝でドイツのテレーザ・ツェンカーを横四方固で破ったのを始め、5試合全てを寝技で一本勝ちして優勝を飾った。2018年2月のヨーロッパオープン・オディベーラスではオール一本勝ちで優勝した。8月の実業個人選手権では準決勝で同僚の高山莉加に横四方固で敗れて3位だった。10月には福井県で開催された国体に福岡県の一員で出場して優勝した。11月の講道館杯では3位だった。2019年2月のヨーロッパオープン・オーバーヴァルトでは準決勝でブラジルのマイラ・アギアルに技ありで敗れて3位だった。2020年10月の講道館杯では3位だった。2021年12月の実業個人選手権では優勝した。続く全日本選手権では準々決勝で78㎏超級の選手である東海大学3年の児玉ひかるに有効で敗れて5位だった。2022年には所属を敬愛クラブに変更した。その後、JR九州の職員となった。2024年の全日本選手権では2回戦で綜合警備保障の梅木真美を崩袈裟固で破るなどして準決勝まで進むも、同じく綜合警備保障の瀬川麻優に3－0の旗判定で敗れて3位だった。実業個人選手権では優勝した。

## 戦績
- 2012年 - 全国中学校柔道大会 3位 70kg級
- 2013年 - 金鷲旗 優勝
- 2013年 - インターハイ 団体戦 5位
- 2014年 - 金鷲旗 2位
- 2014年 - インターハイ 団体戦 3位
- 2015年 - 金鷲旗 優勝
- 2015年 - インターハイ 団体戦 2位
- 2016年 - 全日本女子選手権 3位
- 2016年 - 全日本ジュニア 優勝
- 2017年 -　ベルギー国際　ジュニアの部　優勝　シニアの部　3位
- 2017年　- 全日本ジュニア　優勝
- 2017年 -　世界ジュニア　優勝
- 2018年 -　ヨーロッパオープン・オディベーラス 優勝
- 2018年 - 実業個人選手権　3位
- 2018年 - 国体　優勝
- 2018年 -　講道館杯　3位
- 2019年 - ヨーロッパオープン・オーバーヴァルト　3位
- 2019年 -　実業個人選手権　2位
- 2020年 -　講道館杯　3位
- 2021年 -　体重別 3位
- 2021年 -　実業個人選手権　優勝
- 2021年 -　全日本女子選手権　5位
- 2023年 -　シニア体重別　優勝
- 2023年 -　実業個人選手権　3位
- 2024年 -　シニア体重別　2位
- 2024年 -　全日本女子選手権　3位
- 2024年　- 実業個人選手権　優勝
- 2024年 -　国スポ　3位

(出典、JudoInside.com)